# Latcho Drom

Latcho Drom é um documentário francês de 1993, escrito e dirigido por Tony Gatlif.
O filme, conduzido principalmente pela música, fala sobre a jornada dos ciganos do noroeste da Índia até a Espanha.  Foi exibido na mostra Un Certain Regard do Festival de Cannes de 1993.